# Arethusa (orquídea)
Arethusa é um género botânico pertencente à família das orquídeas (Orchidaceae).

## Espécies
1. Arethusa bulbosa L., Sp. Pl.: 950 (1753).